# Rizla
Rizla és una marca francesa de paper de fumar i parafernàlia relacionada. L'empresa va ser adquirida el 1997 per Imperial Tobacco. El nom Rizla és compon de riz (en francès «arròs») i la+ (abreviatura del cognom Lacroix, «la creu»). Els paquets de paper Rizla estan disponibles en una varietat de gruixos, colors i mides.

## Història
L'any 1942, la marca Rizla va revolucionar el món del paper de fumar quan els germans Lacroix van adquirir una patent per aplicar goma a la vora del paper d'enrotllar. Aquesta nova característica va consolidar la posició de Rizla com a líder en la indústria del paper.
El 1977, Rizla va comercialitzar el primer dels seus papers de fumar king size i, el 1981, el paper amb gust de regalèssia. El 1986, Rizla va començar un creixement ràpid i una publicitat a gran escala arribant a presentar la seva pròpia línia de roba, venuda als seus cafès. El 2002, Rizla va tancar un acord amb Suzuki i es va convertir en un dels seus principals patrocinadors de curses de motos, formant l'equip Rizla-Suzuki. Rizla va afegir un nou producte al seu catàleg l'any 2003, amb la introducció del paper de rotlle.
L'any 2002, Imperial Tobacco va tancar la històrica fàbrica de Rizla a Maseras de Salat. El setembre de 2005, Imperial Tobacco va anunciar el tancament de la fàbrica Treforest de Rizla a Pontypridd, prop de Cardiff, amb la pèrdua de 134 llocs de treball. Després del tancament de la fàbrica, la producció de Rizla es va traslladar a Wilrijk, Bèlgica.